# Солом'янка
Соло́м'янка — історична місцевість, житловий масив міста Києва. Розташована між залізницею, вулицею Мокра і проспектом Повітряних Сил.

## Історія
Місцевість почала розвиватися у 1840-ві роки як передмістя Києва, вперше будиночки на місці сучасної Нижньої Солом'янки позначено на плані 1847 року. У 1857–1858 роках майбутню Солом'янку разом із навколишніми землями згідно з наказом Сенату було віддано у підпорядкування Києву. На той час там проживало 68 мешканців. А вперше назва слобідка Солом'янка зафіксовано на плані 1853-1858 років. 
Щодо назви існує декілька версій. Одна з них, найпоширеніша, стверджує, що всі хати поселення були вкриті соломою. Згідно з іншою, тут був ринок, де продавали збіжжя. Територія не входила до складу Києва, це були землі Петропавлівсько-Борщагівського сільського товариства.
28 травня 1857 року імператор Олександр ІІ видав Найвище повеління про передання Києву 898,33 десятин земель Петропавлівського сільського товариства, а Сенат підтвердив це відповідним указом 25 червня 1857 року. Це була компенсація за землі, вилучені під будівництво Київської (Ново-Печерської) фортеці.
Прокладення залізниці, будівництво вокзалу і залізничних майстерень у 1868—1870 роки спричинило бурхливий розвиток селища. З 1860-х роках Солом'янка — робітниче селище, поділялося на Нижню Солом'янку (довкола сучасної площі Петра Кривоноса) і Верхню Солом'янку (поблизу Кавказької і Кубанської вулиць). Поряд виникла Залізничну колонію. 
Згідно з даними перепису, проведеного в Києві 1874 року, населення Солом’янки разом із Протасовим яром становило 3910 осіб. Налічувалося 212 дворів і 379 будинків. 302 будинки були дерев’яними, 76 — мазанками або землянками, і лише один — кам’яним. 116 було вкрито соломою, 240 — деревом, 22 — залізом. 
Промисловість і торгівля були представлені такими підприємствами та закладами: завод сухих дріжджів, пекарня, шість гончарень, чотири столярних, вісім слюсарних майстерень, механічна майстерня, красильня, 11 майстерень із пошиття чоловічого одягу, майстерня з виготовлення бахроми, палітурна майстерня, три кузні, три буфети, чотири трактири, 17 лавок, 34 шинки, пивна лавка. Було тут також два готелі та сім постоялих дворів. На Солом’янці діяла єврейська школа. Існувала лікарня. 1878 року на Нижній Солом’янці було споруджено єврейський молитовний будинок.
В 1895–1897 роках у селищі споруджується кам'яна Покровська церква (архітектор Іполит Ніколаєв), що в наш час є найстарішим храмом Солом'янського району. З цим храмом пов'язане ім'я Василя Липківського — творця і першого митрополита УАПЦ. З 1905 по 1919 рік він був настоятелем у цій церкві. 
В 1902–1903 роках існували плани виділення Солом'янки у окреме місто — Олександрію. Однак міська дума всіляко протидіяла цьому.
У червні 1909 року на Солом’янці мешкало 13 108 осіб, із них 11 772 були православними, 147 — юдеями, 289 — представниками інших віросповідань. У соціальному відношенні більшість населення належала до робітничого класу — 2000 осіб були ремісниками, 900 — чорноробами, 300 — торгівцями. Будівель було 2060: 1178 житлових і 882 нежитлові. З них кам’яних — 14, змішаних — 106, решта 1940 — дерев’яні. 2020 споруд були вкриті залізом.
Згідно з положенням від 2 червня 1910 року Солом'янка разом із передмістями Батиєва гора, Кучмин яр і Протасів яр увійшла до міської межі. Станом на 1916 рік населення становило 23 384 особи.
Освіта була представлена Солом’янським двокласним училищем № 65, відкритим 1909 року на вулиці Новостроєнській (нині — Патріарха Мстислава Скрипника), 79. Із 1915 року училище діяло в будинку № 18 на тій самій вулиці. Невдовзі його було перетворено на Солом’янське міське чотирикласне училище. Були тут також Солом’янська церковно-парафіяльна школа при Покровському храмі та приватна гімназія Є. Брагінцевої. У цих закладах здобували освіту 498 учнів. 1915 року було відкрито Солом’янське двокласне училище № 71 на вулиці Мстиславській, 69. 1911 року в Платонівському провулку звели двоповерхову будівлю, де розмістилося створене 1906 року двокласне чоловіче училище. 1915 року воно стало вищим початковим училищем, а пізніше — залізничною школою № 2. 
Від 1914 року існував кінотеатр. 
1911 року на Солом’янці було відкрито поштово-телеграфне відділення під загальноміським № 9. Воно розташовувалося за адресою: вулиця Новостроєнська (нині — Скрипника), 20. При відділенні була ощадна каса. У 1920-х це відділення мало № 10. 1913 року на Солом’янці працювали дві аптеки, булочна, два винно-гастрономічних магазини та три казенні винні лавки. Існувала невелика кондитерська крамниця, де продавалися і фрукти. Непродовольча сфера була представлена трьома галантерейними та мануфактурною лавками на базарі, двома магазинами залізно-скоб’яних товарів і магазином шкіряних товарів. На той момент населення передмість перевищило 20 тис. осіб. Здебільшого це були робітники — залізничники, дрібні службовці, торгівці та візники. Винайняти помешкання тут коштувало 70 рублів на рік, тобто майже 6 рублів на місяць. Це була найдешевша ціна в місті.
У 1920–30-ті роки місцевість мала назву Січні́вка (від назви району Січневого повстання, яка, у свою чергу, походила від Січневого повстання 1918 року).
1923 року на Солом'янку прокладено трамвайну лінію. 1926 року на Верхній Солом’янці було 449 садиб і 2904 будинки (зокрема 26 порожніх), населення становило 11 442 особи. 1928 року на Солом’янці діяли: залізнична трудова школа № 4 (колишнє реальне училище, вулиця Урицького, 98), два дитсадки, поліклініка (Урицького, 6), аптека Січневого Повстання (Урицького, 48) та поштове відділення № 10 (Урицького, 20). Наприкінці 1920-х (близько 1928 року) було розплановано та забудовано Богданів яр (між сучасними вулицями Скрипника, Стадіонною та Повітрофлотським проспектом). Тут з’явилися дві вулиці й три провулки, виникла малоповерхова забудова.
У 1950-х побудували ряд житлових і громадських споруд. 1955 року звели житловий будинок робітників заводу «Ленінська кузня» (вулиця Урицького, 102, нині — Липківського, 40). У ньому майже з моменту спорудження і до 1990-х працював книжковий магазин № 21. Із кінця 1960-х тут також діяла філія Залізничного універмагу. Ще одна книгарня, № 24, діяла у 1950–1970-х на вулиці Урицького, 20. Вона зникла, коли знесли стару забудову.
У 1960–1970-ті роки Солом'янку майже повністю перебудовано (із знесенням майже усієї первісної 1-2 поверхової забудови), проведено генеральну реконструкцію її центральної вулиці — Урицького (нині — вулиця Митрополита Василя Липківського). 1968 року на площі Героїв Підпілля (тепер — Петра Кривоноса) звели чотириповерхову будівлю заводу «Ремточмеханіка». На вулиці Мокрій, 1 1973 року побудували Залізничний ринок із торговельною залою на 394 місця.
2001 року замість демонтованої трамвайної лінії вулицею Урицького проклали тролейбусну лінію. 2004 року поряд із заводом «Ремточмеханіка» звели торговельно-розважальний центр «Ультрамарин», у якому відкрили один із найсучасніших кінотеатрів міста — «Баттерфляй Ультрамарин». 
У 2014–2017 роках уздовж вулиці Липківського за проектом литовського архітектора Вальдемара Ступака спорудили житловий комплекс «Квартет» із чотирьох висотних будинків.
Існують Солом'янські вулиця і площа, однойменний парк і кладовище. 3 2002 року у Києві утворено Солом'янський район.

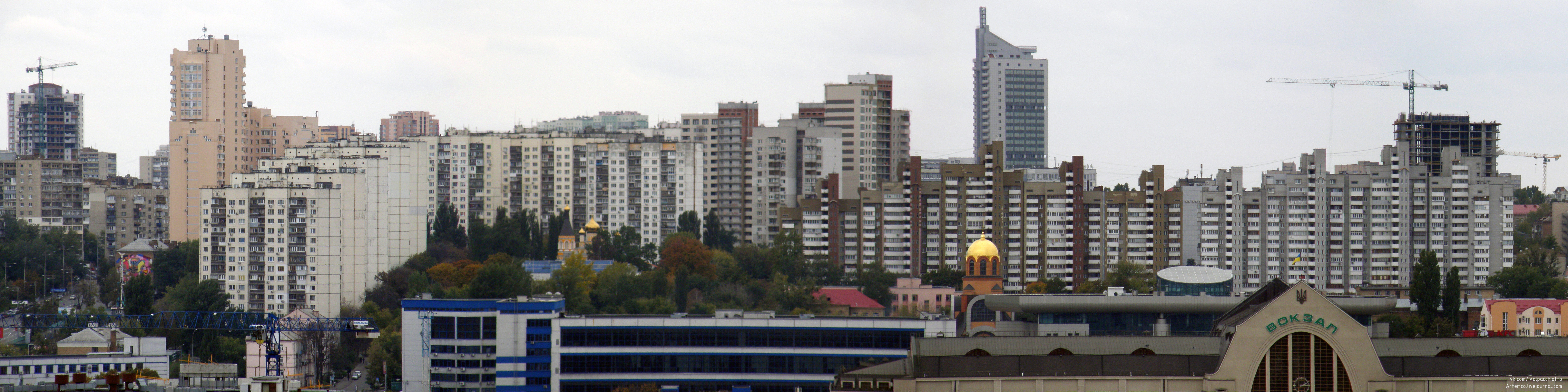
Солом'янка з північного сходу
Солом'янка з півночі